# Kybos
Kybos is een geslacht van insecten die behoren tot de familie Cicadellidae. De soorten van dit geslacht komen voor in Europa, Nieuw-Zeeland en Noord-Amerika. 
Enkele soorten uit het geslacht zijn:
- Kybos abnormis (Datta & Ghosh, 1973)
- Kybos abstrusus (Linnavuori, 1949)
- Kybos butleri (Edwards, 1908)
- Kybos calyculus (Cerutti, 1939)
- Kybos limpidus (Wagner, 1955)
- Kybos lindbergi (Linnavuori, 1951)
- Kybos mucronatus (Ribaut, 1933)
- Kybos populi (Edwards, 1908)
- Kybos rufescens Melichar, 1896
- Kybos smaragdula (Fallén, 1806)
- Kybos strigilifer (Ossiannilsson, 1941)
- Kybos virgator (Ribaut, 1933)